# Botswanská pula
Botswanská pula je zákonným platidlem jihoafrického vnitrozemského státu Botswana. ISO 4217 kód puly je BWP. Jedna pula se dělí na 100 thebes. Výraz „pula“ znamená v místní řeči setswana déšť. Pro obyvatele Botswany, která se z části rozprostírá na poušti Kalahari, je déšť požehnáním a váží si ho natolik, že po něm pojmenovali svoji národní měnu.

## Historie
Pula vznikla v roce 1976, kdy byla v poměru 1:1 odvozena od jihoafrického randu ZAR, který nahradila jako zákonné platidlo v Botswaně. Botswana je jedním ze členů Jihoafrické celní unie (další členové jsou Namibie, Jihoafrická republika, Lesotho a Svazijsko). Ostatní čtyři státy této organizace vytvořily navíc Společný měnový prostor - tzn. v těchto čtyřech státech je platidlem jihoafrický rand. Jediná Botswana do Společného měnového prostoru nepatří a nelze zde používat rand, jako v ostatních státech.

## Mince a bankovky
Mince puly mají hodnoty 5, 10, 25, 50 thebes, 1, 2, 5 pula. Na aversní straně všech mincí je vyobrazen státní znak, na reversu jsou vyobrazeny zdejší divoká zvířata. Bankovky jsou tisknuty v hodnotách 10, 20, 50, 100, 200 pula.
| Botswanské platné bankovky | Botswanské platné bankovky | Botswanské platné bankovky | Botswanské platné bankovky | Botswanské platné bankovky | Botswanské platné bankovky |         |
| Vyobrazení                 | Vyobrazení                 | Hodnota                    | Barva                      | Barva                      | Rozměry                    | Rozměry |
| Líc                        | Rub                        | Hodnota                    | Barva                      | Barva                      | Rozměry                    | Rozměry |
| -------------------------- | -------------------------- | -------------------------- | -------------------------- | -------------------------- | -------------------------- | ------- |
|                            |                            | 10 pula                    |                            | zelená                     | 132 × 66 mm                |         |
|                            |                            | 20 pula                    |                            | červená                    | 138 × 69 mm                |         |
|                            |                            | 50 pula                    |                            | hnědá                      | 144 × 72 mm                |         |
|                            |                            | 100 pula                   |                            | modrá                      | 150 × 75 mm                |         |
|                            |                            | 200 pula                   |                            | fialová                    | 156 × 78 mm                |         |